# Andrea Montermini

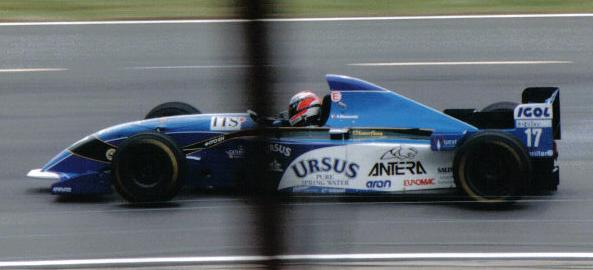
Montermini conduint un Pacific al GP de la G. Bretanya del 1995

 Andrea Montermini  (30 de maig de 1964, Sassuolo, Emília-Romanya) va ser un pilot de curses automobilístiques italià que va arribar a disputar curses de Fórmula 1.
Va debutar a la cinquena cursa de la temporada 1994 (la quaranta-cinquena temporada de la història) del campionat del món de la Fórmula 1, disputant el 29 de maig del 1994 el GP d'Espanya al Circuit de Catalunya.
Va participar en un total de vint-i-nou curses puntuables pel campionat de la F1, disputades en tres temporades consecutives (1994 - 1996), assolí una vuitena posició com millor classificació a una cursa i no aconseguint cap punt vàlid pel campionat del món de pilots/constructors.

## Resultats a la Fórmula 1
| Any  | Equip              | Xassís   | Motor | 1       | 2       | 3       | 4       | 5       | 6       | 7       | 8       | 9       | 10      | 11      | 12      | 13      | 14      | 15      | 16      | 17      | Posició | Punts |
| ---- | ------------------ | -------- | ----- | ------- | ------- | ------- | ------- | ------- | ------- | ------- | ------- | ------- | ------- | ------- | ------- | ------- | ------- | ------- | ------- | ------- | ------- | ----- |
| 1994 | MTV Simtek Ford    | Simtek   | Ford  | BRA     | PAC     | SNM     | MON     | ESP NVQ | CAN     | FRA     | GB      | ALE     | HON     | BEL     | ITA     | POR     | EUR     | JAP     | AUS     |         | -       | 0     |
| 1995 | Pacific Grand Prix | Pacific  | Ford  | BRA 9   | ARG Ret | SMR Ret | ESP NVS | MON DSQ | CAN Ret | FRA NC  | GBR Ret | ALE 8   | HUN 12  | BEL Ret | ITA Ret | POR Ret | EUR Ret | PAC Ret | JPN Ret | AUS Ret | -       | 0     |
| 1996 | Forti Grand Prix   | Forti F1 | Ford  | AUS NVQ | BRA Ret | ARG 10  | EUR NVQ | SMR NVQ |         |         |         |         |         |         |         |         |         |         |         |         | -       | 0     |
| 1996 | Forti Grand Prix   | Forti F1 | Ford  |         |         |         |         |         | MON NVS | ESP NVQ | CAN Ret | FRA Ret | GBR NVQ | ALE     | HUN     | BEL     | ITA     | POR     | JPN     |         | -       | 0     |

### Resum
| Curses: | Victòries: | Pòdiums: | Poles: | Voltes ràpides: | Punts: |
| ------- | ---------- | -------- | ------ | --------------- | ------ |
| 29 (20) | 0          | 0        | 0      | 0               | 0      |